# Ebersberger Forst (obszar wolny administracyjnie)
Ebersberger Forst – obszar wolny administracyjnie (gemeindefreies Gebiet) w Niemczech w kraju związkowym Bawaria, w rejencji Górna Bawaria, w regionie Monachium, w powiecie Ebersberg. Teren jest niezamieszkany.